# Umberto De Morpurgo
Luigi Massimiliano Uberto De Morpurgo, także Louis Maximilien Hubert de Morpugo (ur. 11 stycznia 1896 w Paryżu, zm. 26 lutego 1961 w Genewie) – włoski tenisista, brązowy medalista igrzysk olimpijskich w Paryżu, baron. W roku 1929 został Włoskim Komisarzem do spraw Tenisa, powołanym przez Benito Mussoliniego.
Wielokrotnie klasyfikowany na czołowych miejscach nieoficjalnych rankingów tenisowych: przez World’s Top 10 w latach 1928–1930 (9. pozycja w 1928, 10. pozycja w 1929 i 8. pozycja w 1930), ikona amerykańskiego tenisa – William Tilden, sklasyfikował go na 10. pozycji na świecie w 1924 i na 6. pozycji w 1929.

## Kariera tenisowa
Podczas Letnich Igrzysk Olimpijskich 1924 zdobył brązowy medal w grze pojedynczej, pokonując w meczu o 3. miejsce Francuza Jeana Borotrę.
W 1923, rok po włączeniu się Włoch do rywalizacji w Pucharze Davisa, wystąpił po raz pierwszy w tych rozgrywkach, ale w spotkaniu z Holendrami przegrał oba mecze singlowe i mecz deblowy. Był regularnym reprezentantem Włoch do 1933; wygrał 39 meczów singlowych, a przegrał 14, zaś w deblu osiągnął bilans 16 zwycięstw przy 10 porażkach.
Morpurgo był żydem. W 1993 został wybrany członkiem International Jewish Sports Hall of Fame.